# Muka Paya
Muka Paya is een bestuurslaag in het regentschap Langkat van de provincie Noord-Sumatra, Indonesië. Muka Paya telt 3748 inwoners (volkstelling 2010).